# 1705

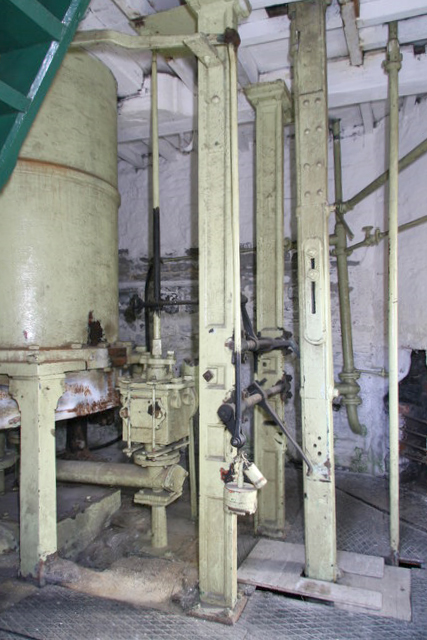
stoommachine naar het ontwerp van Newcomen

Het jaar 1705 is het 5e jaar in de 18e eeuw volgens de christelijke jaartelling.

## Gebeurtenissen
april
- 16 - Isaac Newton wordt wegens zijn verdiensten als muntmeester door koningin Anne tot ridder geslagen.

juni
- 5 - Jacob Weyland bereikt op zijn verkenningstocht langs de noordkust van Nieuw-Guinea de Geelvinkbaai.

september
- september - Frans II Rákóczi wordt tijdens een bijeenkomst van 6 bisschoppen, 36 aristocraten en circa 1000 vertegenwoordigers van de lagere adel uit 25 comitaten, in Szécsény uitgeroepen tot regerend vorst (vezérl? fejedelem) van de geconfedereerde staten van het Koninkrijk Hongarije. Tevens wordt er een 24 leden tellende senaat geïnstalleerd, die zich met name bezig ging houden met buitenlandbeleid en vredesonderhandelingen.

oktober
- 5 - Na jaren van bezetting wordt Semarang officieel een VOC-stad, als soesoehoenan Pakubuwono I een overeenkomst met de VOC sluit in ruil voor de kwijtschelding van Matarams schulden.

december
- 19 - Nicolaus Cruquius begint in Delft driemaal daags weermetingen uit te voeren: temperatuur, luchtdruk, vochtigheid en neerslag.

zonder datum
- Edmond Halley schrijft zijn werk over de kometenlopen en leent zijn naam aan een van de beroemdste periodieke kometen: de komeet Halley.
- Thomas Newcomen bouwt de eerste werkende stoommachine.
- De Leidse Schouwburg wordt op initiatief van acteur Jacob van Rijnsdorp gebouwd.

## Bouwkunst

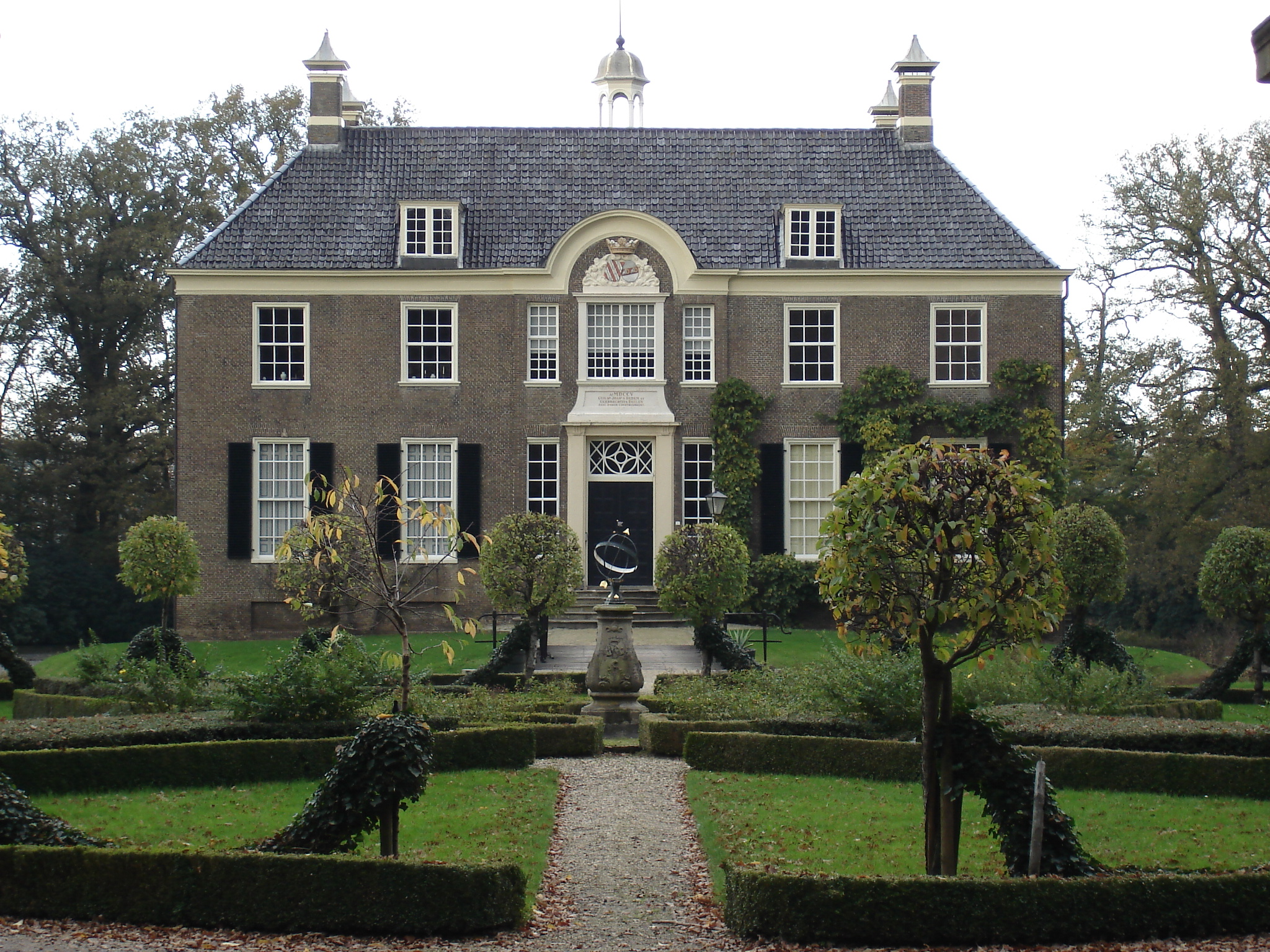
Havezate Den Berg, Dalfsen (1705)